# Bancoella bimaculata
Bancoella bimaculata is een hooiwagen uit de familie Assamiidae. De wetenschappelijke naam van Bancoella bimaculata gaat terug op Lawrence.